# Fontana di Capodimonte

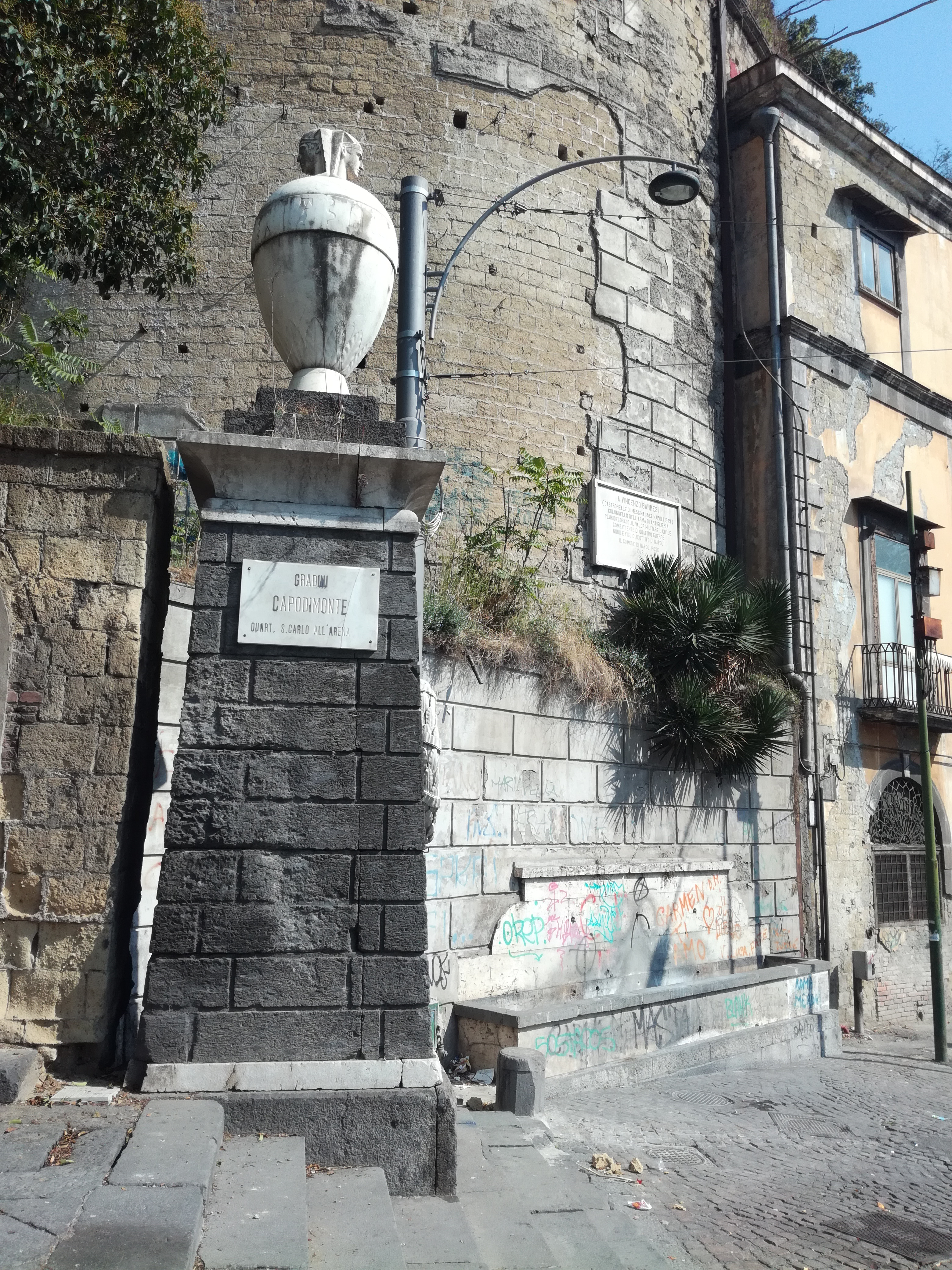
Prospetto laterale della fontana

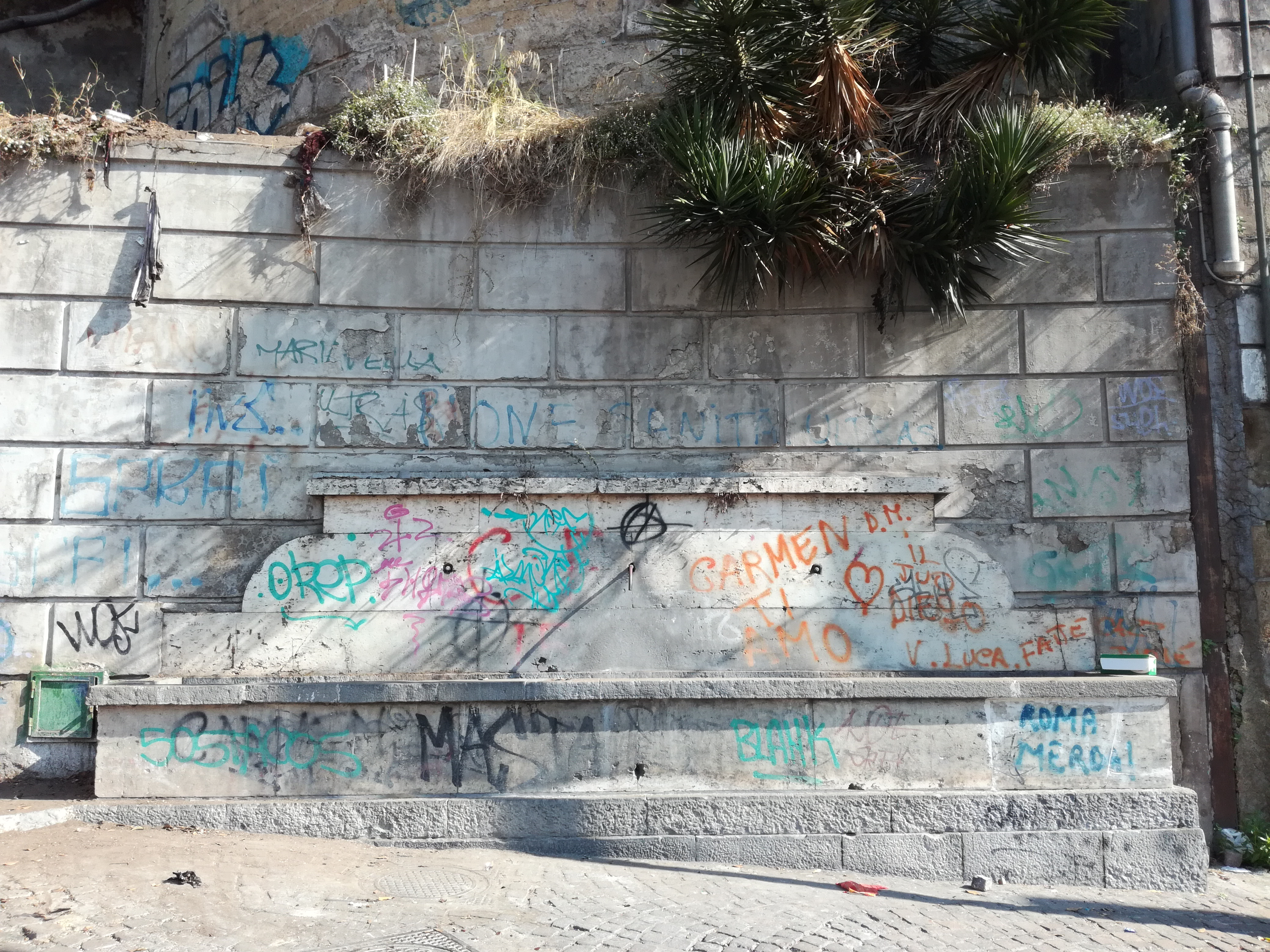
Particolare della vasca

La fontana di Capodimonte è una delle fontane storiche di Capodimonte (Napoli); sita presso il Tondo di Capodimonte, nelle immediate vicinanze c'è la basilica dell'Incoronata Madre del Buon Consiglio e la monumentale fontana della Duchessa.
Vi sono poche informazioni storiche circa questa struttura idrica; molto probabilmente, fu costruita in occasione della sistemazione della zona ad opera di Antonio Niccolini, che progettò la vasta scala monumentale, che termina proprio con la fontana in oggetto. La sua funzione in origine doveva essere quella di abbeveratoio per i cavalli, che stanchi per la non facile salita di via Santa Teresa e del corso Amedeo di Savoia, dovevano intraprendere la più ripida e tortuosa via Capodimonte.
La fontana è stata resa famosa da una celebre canzone napoletana del 1945, "Munasterio 'e Santa Chiara", scritta da Michele Galdieri e musicata da Alberto Barberis; sebbene non si sappia bene se si riferisca a questa fontana oppure alla fontana della Duchessa che si trova più avanti, una fontana di Capodimonte si riscontra nel seguente verso: "Funtanella 'e Capemonte, chistu core 'mme se schianta, quanno sento 'e dí da 'a gente ca s'è fatto malamente stu paese...ma pecché?".